# Denys Néron
Pour les articles homonymes, voir Néron.
Denys Néron, natif de Saint-Grégoire-de-Montmorency, est un poète et libraire québécois.

## Biographie
Originaire de Saint-Grégoire-de-Montmorency (Québec), Denys Néron grandit dans une maison où il n'y pas de livres. Il découvre la lecture à l'âge de cinq ans et ne cesse de lire depuis, s'intéressant surtout à la science et à la théologie,.
Il travaille dans différentes bouquineries jusqu'à ce qu'il achète, en 1984, la librairie À la bonne occasion, située près de l'Université Laval depuis son ouverture en 1969. Douze ans plus tard, il déménage sa librairie dans le quartier Montcalm, où elle est située depuis 1996. Il y garde près de 25 000 livres.
En 1979, il publie son premier recueil de poésie, L'équation sensible, très lyrique, qui détonne « dans la production courante de l'époque », notamment car il est « étranger à la plupart des préoccupations et des modes actuelles ». En effet, selon le critique littéraire et professeur François Hébert, les poèmes de l'auteur sont d'une précision quasi mathématique, en plus de laisser entendre « la voix de la " nouvelle littérature québécoise" ».
La science de l'aurore, publié en 1997, aborde la quête du divin et tend vers l'intemporel. Selon la critique Jocelyne Felx, « suspendus quelque part entre la réalité et le rêve, les sonnets de Néron se veulent l'envers de l'exil, du vide terrifiant, de la perte d'identité, du non-engagement, de la désorientation des postmodernes.»   
Ses poèmes sont publiés dans les revues Liberté et Nuit blanche,.

## Œuvres

### Poésie
- L'équation sensible, Montréal, L'Hexagone, 1979, 60 p. (ISBN 2890061639)
- L'intelligence des flammes, Montréal, Éditions du Noroît, 1995, 122 p. (ISBN 2-89018-339-4)
- La science de l'aurore, Montréal, Éditions du Noroît, 1997, 125 p. (ISBN 2-89018-383-1)

### Autres
- L'expérience de Dieu avec Denys l'aréopagite, Saint-Laurent, Fides, coll. « L'expérience de Dieu », 2000, 137 p. (ISBN 2-7621-2327-5)